# Atotech
Atotech è una società internazionale di prodotti chimici speciali, con sede principale a Berlino.
È stata fondata nel 1993, quando ELF Atochem incorporò la propria attività M&T Harshaw nella divisione galvanotecnica o di electroplating della società Schering AG. Fornisce processi a base di specialità chimiche e impianti alle industrie di produzione di circuiti stampati, circuiti integrati e semiconduttori e alle industrie di finitura decorativa e tecnico funzionale delle superfici.
Opera in più di 40 paesi con siti produttivi di chimica e impianti in Germania, Repubblica Ceca, Slovenia, Spagna, Cina, Corea, Taiwan, Singapore, India, Giappone, USA, Canada, Messico e Brasile. Nel 2012, la società impiegava complessivamente circa 4000 persone.

## Storia
Atotech deriva dalla società Schering AG. Le radici della divisione galvanica o electroplating della società Schering risalgono al 1895, quando Schering brevettò un processo per dissolvere oro e argento con cianuro di potassio. Nel 1901, la divisione electroplating diventò una realtà operativa e produceva miscele di sali per lo stoccaggio e la conservazione di metalli, con la denominazione Trisalyt.
Nel 1936 la divisione electroplating sviluppò il primo bagno rapido (Copper Trisalyt Extra Rapid) e anche il primo bagno a livello mondiale per depositi superficiali lucidi (Brilliant). Il successo di queste innovazioni determinò lo stabilirsi del primo dipartimento dedicato alla costruzioni di impianti di elettrodeposizione.
Nel 1951, Schering AG diede inizio alla divisione electroplating a Feucht, dove ancora oggi Atotech ha il proprio principale stabilimento di produzione di impianti. Nel 1989, la divisione electroplating si trasferì a Berlino in una nuova sede.
Nel 1993, Schering AG vende la propria divisione electroplating alla società chimica francese ELF Atochem. ELF Atochem incorpora la propria attività M&T Harshaw nella divisione di elettrodeposizione galvanica di Schering AG e fonda la società Atotech Deutschland GmbH. Dopo la fondazione di centri di produzione e fornitura di servizi in Germania, l'implementazione della rete di siti di produzione e servizi si è estesa in altri paesi europei, in Asia e più tardi nelle Americhe.
Le attività fondamentali di Atotech sono la finitura decorativa e tecnico-funzionale delle superfici, i circuiti stampati, l'assemblaggio di substrati e i settori complementari quali i materiali per elettronica e la tecnologia dei semiconduttori. A livello mondiale la società fornisce sistemi produttivi integrati su misura per il cliente e servizio di assistenza locale ai propri clienti.

## Prodotti
Atotech fornisce processi a base di prodotti chimici speciali e impianti per:
- L'industria dei circuiti stampati
- L'industria dei substrati IC
- L'industria dei semiconduttori
- Materiali per elettronica
- L'industria dei trattamenti delle superfici decorativi e tecnico-funzionali (rivestimenti decorativi, rivestimenti protettivi contro la corrosione, nichel chimico, cromo duro a spessore, rivestimenti funzionali per elettronica)